# Rudgea longipes
Rudgea longipes är en måreväxtart som beskrevs av Paul Carpenter Standley. Rudgea longipes ingår i släktet Rudgea och familjen måreväxter. Inga underarter finns listade i Catalogue of Life.